# Lijst van Nederlandse optiefondsen
Dit is de lijst van Nederlandse aandelen waarop opties verhandeld worden op Euronext. Tussen haakjes de optiecode.

## A
- Aegon (AGN)
- Ahold (AH)
- Air France (AFA)
- AkzoNobel (AKZ)
- Arcadis (ARC)
- Arcelor Mittal (MT)
- ASM International (ASM)
- ASML (ASL)

## B
- BAM (BAM)
- Binck (BCK)
- Boskalis (BOS)

## C
- Corio - (CIO)
- Corporate Express (BHR)
- Crucell (CRU)
- CSM (CSM)

## D
- Draka (DRK)
- DSM (DSM)

## F
- Fortis (FOR)
- Fugro (FUR)

## H
- Heineken (HEI)

## I
- ING Groep (ING)
- iShares DJ Eurostoxx 50 ETF (ISX)

## K
- KPN (KPN)

## L
- Logica (LC)

## M
- Van der Moolen (MOO)

## N
- Nutreco (NUC)

## O
- Océ (OCE)
- Ordina (ORD)

## R
- Randstad (RND)
- Reed Elsevier (REN)
- Royal Dutch Shell (RDA)

## S
- SBM Offshore (SBM)
- SNS Reaal (SR)
- Super de Boer (LAU)

## T
- Tom Tom (TTM)

## U
- Unilever (UN)
- Unibail-Rodamco (REU)

## V
- Vedior (VDR)

## W
- Wereldhave (WHV)
- Wessanen (WES)
- Wolters Kluwer (WKL)